# (8256) Shenzhou
(8256) Shenzhou (1981 UZ9) – planetoida z grupy przecinających orbitę Marsa okrążająca Słońce w ciągu 3 lat i 95 dni w średniej odległości 2,2 au. Została odkryta 25 października 1981 roku w Obserwatorium Astronomicznym Zijinshan. Nazwa planetoidy pochodzi od Shenzhou, serii chińskich pojazdów kosmicznych.